# Marc Gegani Macerí (cònsol)

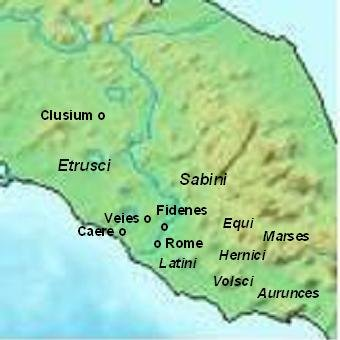
Mapa dels pobles de la Itàlia antiga.

Marc Gegani Macerí (en llatí: Marcus Geganius M. F. Macerinus) va ser un magistrat romà. Formava part de la gens Gegània, i era de la família dels Macerí.
Va ser tres vegades cònsol, la primera l'any 447 aC amb Gai Juli Jul. La segona el 443 aC amb Tit Quint Capitolí Barbat, any en què va derrotar els volscs i va obtenir els honors del triomf. I la tercera el 437 aC amb Luci Sergi Fidenes.
En el seu segon consolat es va establir la censura que va ser exercida el 435 aC per Gai Furi Pacil Fus. Els censors van fer el primer cens dels ciutadans, en una vil·la del Camp de Mart. Mamerc Emili Mamerci, que havia proposat, per la Lex Aemilia de censoribus de rebaixar el període de cinc anys que tenia la censura fins a un any i mig, va ser exclòs per aquest motiu de la seva tribu i rebaixat a la condició d'erari.